# Osmoy, Cher
Osmoy är en kommun i departementet Cher i regionen Centre-Val de Loire i de centrala delarna av Frankrike. Kommunen ligger  i kantonen Baugy som tillhör arrondissementet Bourges. År 2022 hade Osmoy 271 invånare.

## Befolkningsutveckling
Antalet invånare i kommunen Osmoy
Referens:INSEE